# Art Garfunkel Jr.
Art Garfunkel Jr. (* 15. Dezember 1990 in Manhattan, New York City als James Arthur Garfunkel) ist ein US-amerikanischer Sänger.

## Leben
Arthur Garfunkel Jr. ist der Sohn von Art Garfunkel und Kim Cermak. In New York besuchte er die Rudolf Steiner School. Seine Großmutter mütterlicherseits war deutschstämmig, so lernte er seit seiner Kindheit Deutsch. Mit ihr zusammen entdeckte er auch seine Liebe zum deutschen Schlager, unter anderem war er als Kind ein Fan von Heintje.
In seiner Jugend begleitete er seinen Vater auf Tourneen durch die ganze Welt und trat schon als Zweijähriger zusammen mit ihm auf. Mit 16 Jahren verließ er New York und zog nach Berlin. 2018 und 2019 tourte er zusammen mit seinem Vater durch Deutschland. Sein Debütalbum Wie du – Hommage an meinen Vater veröffentlichte er im Sommer 2021 über Telamo. Es enthält ins Deutsche übersetzte Versionen einiger Lieder von Simon & Garfunkel. Unter anderen sind drei Duette mit seinem Vater auf dem Album. Es sind aber auch noch weitere Duette darauf zu finden. Marianne Rosenberg, Lucas Cordalis, Ross Antony, Eloy de Jong, Bernhard Brink, René Kollo, Olaf der Flipper, Anna-Carina Woitschack, Stefan Mross und Frank Schöbel unterstützten den Sänger dafür. Das Album entstand zum 80. Geburtstag seines Vaters und erreichte im Veröffentlichungsjahr Platz 28 der deutschen Charts. 2022 stieg es bis auf Platz 10 der deutschen Charts.
Am 30. September 2022 erschien eine „Zweite Edition“ des Albums, die sieben zusätzliche Lieder enthielt, darunter Duette mit Francine Jordi, Ella Endlich, The Golden Voices of Gospel sowie eine Interpretation des Weihnachtsklassikers Stille Nacht. Produzent beider Alben ist Felix Gauder. Am 3. November 2023 erschien sein Studioalbum Evergreen, auf dem er vier Songs zusammen mit seinem Vater singt.
Am 8. November 2024 erschien das Album Father and Son, welches 12 Duette mit seinem Vater Art Garfunkel beinhaltet. Es sind alles bekannte Lieder aus dem 20. Jahrhundert wie z. B. Time after time, Let it be me, Blackbird, Father and Son. Auch hier war Felix Gauder ein Teil des internationalen Produzententeams.

## Diskografie
- 2021: Wie du – Hommage an meinen Vater (Telamo)
- 2022 Wie du – Hommage an meinen Vater Zweite Edition (Telamo)
- 2023: Evergreen (Telamo)
- 2024: Father and Son (mit Art Garfunkel als Garfunkel & Garfunkel, Telamo)

## Belege
1. ↑  Chartquellen: Deutschland CH
2. 1 2  Denise Ariaane Funke: Was Art Garfunkels Sohn im Waldhaus Reinbek macht. In: abendblatt.de. 29. März 2022, abgerufen am 14. Oktober 2022.
3. ↑  Art Garfunkel Jr. – Art Garfunkel. In: artgarfunkel.com. Abgerufen am 14. Oktober 2022 (deutsch, englisch, französisch, spanisch, portugiesisch, hebräisch, japanisch).
4. ↑  Hits seines Vaters haben "Riesenbedeutung". In: gala.de. 5. November 2021, abgerufen am 14. Oktober 2022.

| Personendaten    | Personendaten                             |
| ---------------- | ----------------------------------------- |
| NAME             | Garfunkel, Art Jr.                        |
| ALTERNATIVNAMEN  | Garfunkel, James Arthur (wirklicher Name) |
| KURZBESCHREIBUNG | US-amerikanischer Sänger                  |
| GEBURTSDATUM     | 15. Dezember 1990                         |
| GEBURTSORT       | Manhattan, New York City                  |